# Jean-Philippe Daurelle
Jean-Philippe Daurelle (Antony, 2 marzo 1967) è un ex schermidore francese, vincitore di una medaglia di bronzo nella scherma ai giochi olimpici.